# Observatori de Sierra Nevada
L'Observatori de Sierra Nevada amb el codi d'observatori J89, (OSN), a 2.896 msnm és un observatori astronòmic situat prop de l'Observatori IRAM Pico Veleta en la lloma de Dílar, en la serralada de Sierra Nevada, a la província de Granada (Espanya).
Està dirigit i mantingut per l'Institut d'Astrofísica d'Andalusia i posseeix dos telescopis Ritchey-Chrétien en configuració de focus Nasmyth amb obertures de 1,5 i 0,9 metres, anomenats T150 i T90 respectivament. L'observatori es va inaugurar en 1981 en quedar obsoletes les instal·lacions de l'anterior observatori del Mojón del Trigo.

## Galeria

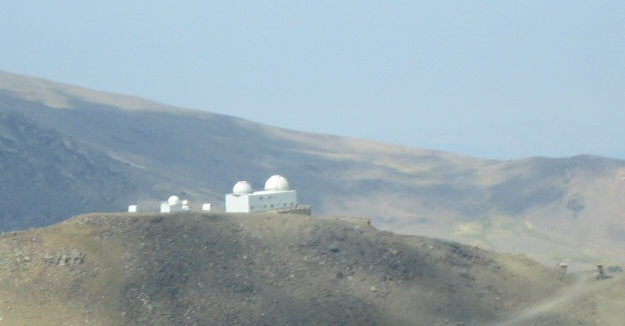
L'Observatori de Sierra Nevada.
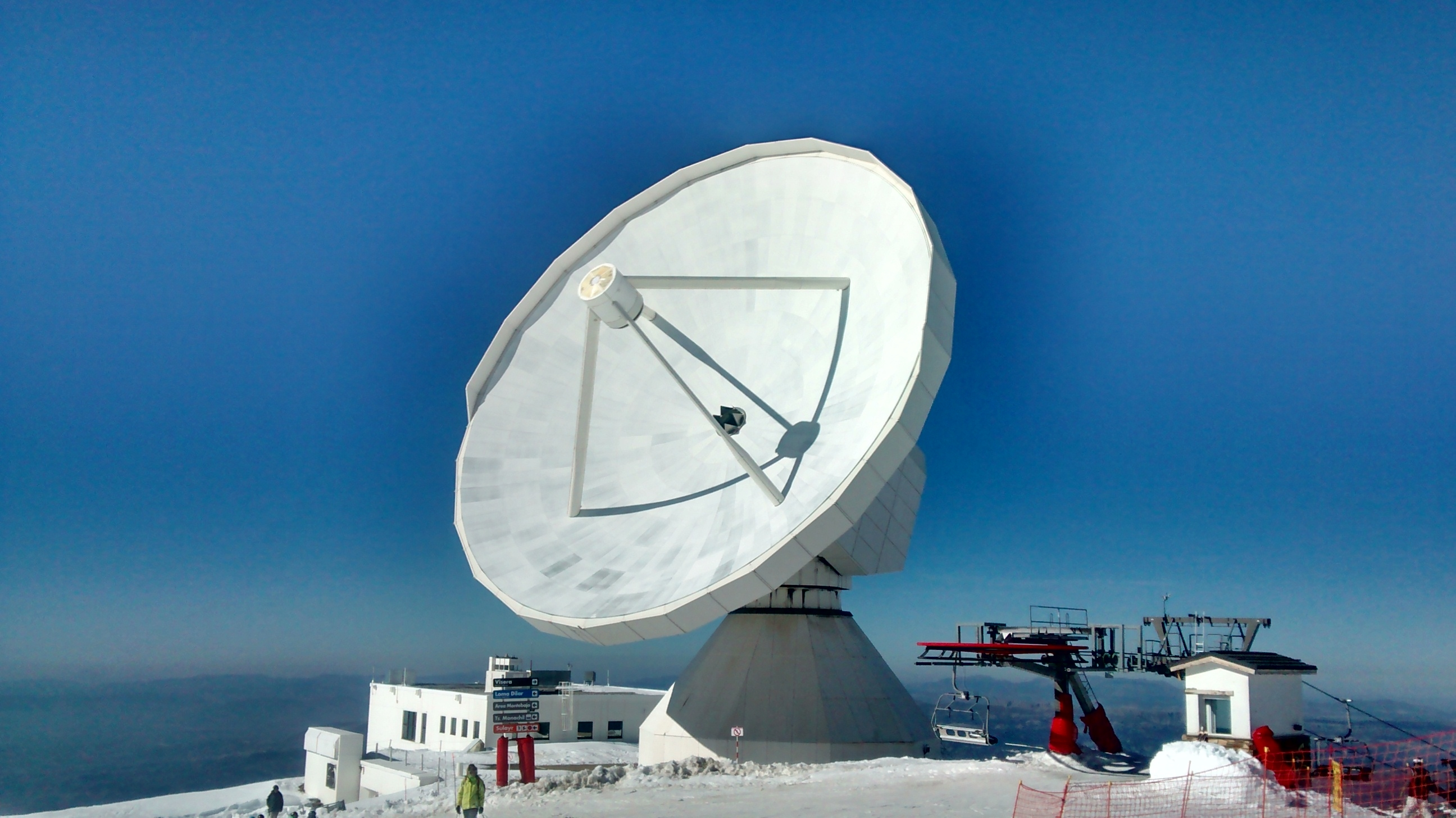
Radiotelescopi de l'observatori de Sierra Nevada des de les pistes d'esquí.
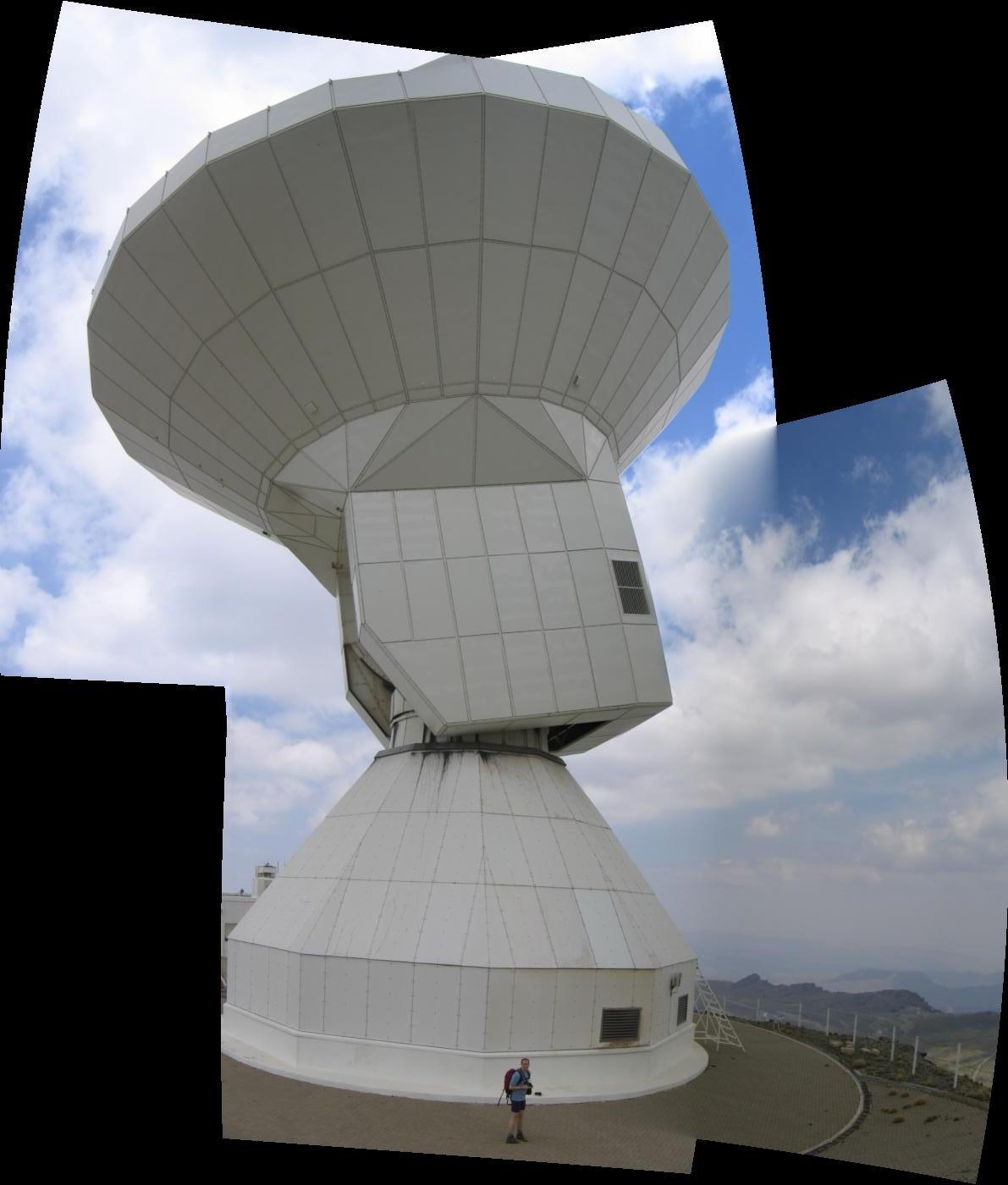
Detall del radiotelescopi de l'IRAM.
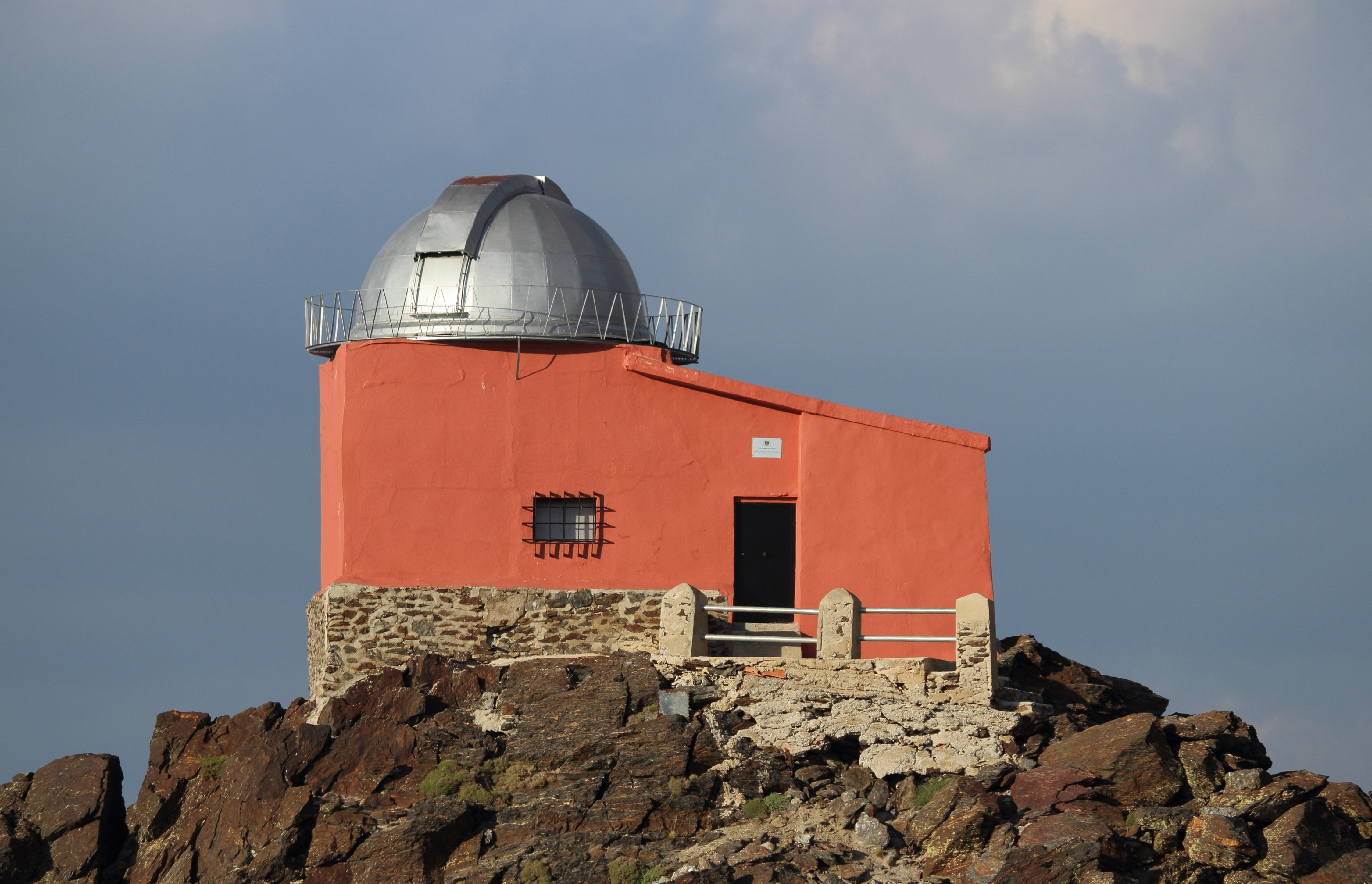
L'antic observatori del Mojón del Trigo.
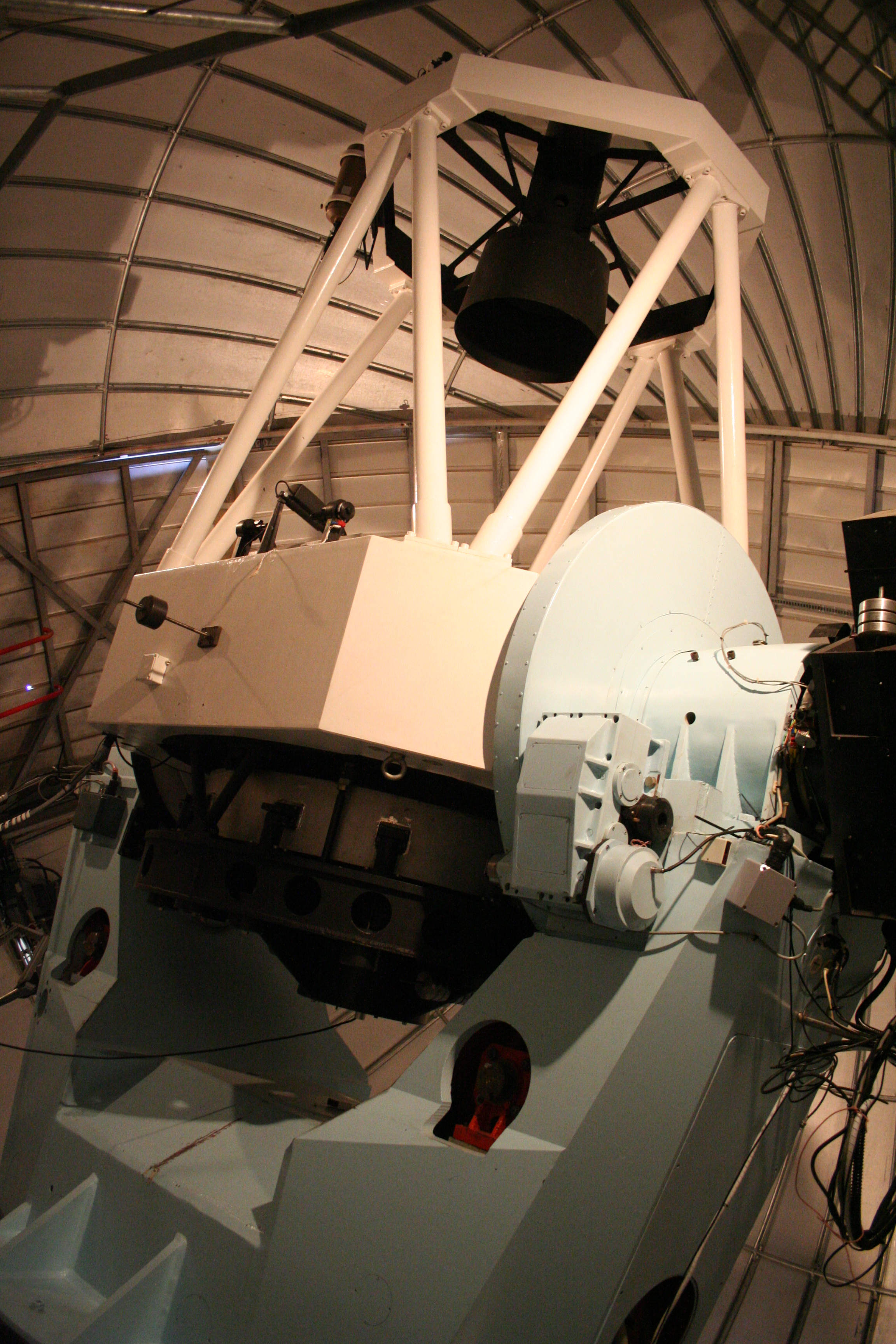
T150.